# Wolmar Comel Vieira
Wolmar Comel Vieira (Machadinho, 21 de janeiro de 1953 — Porto Alegre, 24 de novembro de 2009) foi um político brasileiro.
Na década de 1970, começou a trabalhar na vida pública em Brasília, como assessor do deputado federal Alexandre Machado da Silva. Depois mudou-se para Porto Alegre, onde foi assessor dos governadores Amaral de Souza e Sinval Guazzelli, além de trabalhar também com o deputado Francisco Appio. Foi eleito como suplente, em 1998, deputado estadual, pelo PSDB, para a Assembleia Legislativa do Rio Grande do Sul, assumindo ao final do mandato.
Foi casado com Neiva Becker e teve dois filhos, Alexandre e Ana Maria. Faleceu em um acidente de trânsito em Porto Alegre.